# Cyathea phalaenolepis
Cyathea phalaenolepis är en ormbunkeart som först beskrevs av Carl Frederik Albert Christensen, och fick sitt nu gällande namn av Domin Domin. Cyathea phalaenolepis ingår i släktet Cyathea och familjen Cyatheaceae. Inga underarter finns listade.